# Once More into the Bleach
Once More into the Bleach (в пер. с англ. Ещё раз к отбеливателю) — альбом ремиксов, выпущенный в 5 декабря 1988 года лейблом Chrysalis Records. На пластинке собраны переработанные версии песен рок-группы Blondie и Дебби Харри.

## Об альбоме
Once More into the Bleach был выпущен в форматах 2хLP, двух компакт-кассет и CD. На американской версии альбома пятый трек «Rapture (Bonus Beats)» заменён оригинальной версии композиции «Atomic» из альбома Eat to the Beat.
В поддержку Once More into the Bleach было выпущено два коммерческих сингла: «Denis (Dancin’ Danny D Remix)» и «Call Me (Ben Liebrand Remix)». Синглы достигли 50-го и 61-го места в чарте Великобритании соответственно. Трек «Heart of Glass (Shep Pettibone Remix)» также выпущен синглом, однако только на территории Австралии и Франции.

## Список композиций
| №   | Название                                                     | Автор(ы)                                  | Исполнитель | Длительность |
| --- | ------------------------------------------------------------ | ----------------------------------------- | ----------- | ------------ |
| 1.  | «Denis» (Dancin’ Danny D Remix)                              | Нил Левенсон                              | Blondie     | 5:20         |
| 2.  | «Heart of Glass» (Shep Pettibone Remix)                      | Дебби Харри / Крис Стейн                  | Blondie     | 6:52         |
| 3.  | «Call Me» (Ben Liebrand Remix)                               | Джорджо Мородер / Дебби Харри             | Blondie     | 7:00         |
| 4.  | «Rapture» (Teddy Riley and Gene Griffin Remix)               | Дебби Харри / Крис Стейн                  | Blondie     | 6:58         |
| 5.  | «Rapture» (Bonus Beats) (Teddy Riley and Gene Griffin Remix) | Дебби Харри / Крис Стейн                  | Blondie     | 2:24         |
| 6.  | «The Tide Is High» (Coldcut Remix)                           | Джон Холт / Говард Барретт / Тайрон Эванс | Blondie     | 5:35         |
| 7.  | «The Jam Was Moving» (Chris Stein and Debbie Harry Remix)    | Найл Роджерс / Бернард Эдвардс            | Дебби Харри | 3:28         |
| 8.  | «In Love with Love» (Justin Strauss and Murray Elias Remix)  | Дебби Харри / Крис Стейн                  | Дебби Харри | 7:12         |
| 9.  | «Rush Rush» (12" extended version)                           | Джорджо Мородер / Дебби Харри             | Дебби Харри | 4:45         |
| 10. | «French Kissin’ in the USA»                                  | Чак Лорри                                 | Дебби Харри | 5:10         |
| 11. | «Feel the Spin» (extended dance version)                     | Джон Бенитес / Тони С. / Дебби Харри      | Дебби Харри | 6:50         |
| 12. | «Backfired» (Bruce Forrest and Frank Heller Remix)           | Найл Роджерс / Бернард Эдвардс            | Дебби Харри | 6:03         |
| 13. | «Sunday Girl» (French version)                               | Крис Стейн                                | Blondie     | 3:11         |

| №  | Название                                                    | Автор(ы)                                  | Исполнитель | Длительность |
| -- | ----------------------------------------------------------- | ----------------------------------------- | ----------- | ------------ |
| 1. | «Rapture» (Teddy Riley and Gene Griffin Remix)              | Дебби Харри / Крис Стейн                  | Blondie     | 6:58         |
| 2. | «Call Me» (Ben Liebrand Remix)                              | Джорджо Мородер / Дебби Харри             | Blondie     | 7:00         |
| 3. | «Heart of Glass» (Shep Pettibone Remix)                     | Дебби Харри / Крис Стейн                  | Blondie     | 6:40         |
| 4. | «The Tide Is High» (Coldcut Remix)                          | Джон Холт / Говард Барретт / Тайрон Эванс | Blondie     | 5:35         |
| 5. | «Denis» (Dancin’ Danny D Remix)                             | Нил Левенсон                              | Blondie     | 5:20         |
| 6. | «Feel the Spin» (extended dance mix)                        | Джон Бенитес / Тони С. / Дебби Харри      | Дебби Харри | 6:50         |
| 7. | «In Love with Love» (Justin Strauss and Murray Elias Remix) | Дебби Харри / Крис Стейн                  | Дебби Харри | 7:12         |
| 8. | «Backfired» (Bruce Forrest and Frank Heller Remix)          | Найл Роджерс / Бернард Эдвардс            | Дебби Харри | 6:03         |
| 9. | «French Kissin’ in the USA»                                 | Чак Лорри                                 | Дебби Харри | 5:10         |

## Технический персонал
- Ричард Готтехрер[англ.] — продюсер (трек «Denis»)
- Майк Чепмен — продюсер (треки «Heart of Glass», «Rapture», «The Tide Is High» и «Sunday Girl»)
- Джорджо Мородер — продюсер (треки «Call Me» и «Rush Rush»)
- Бернард Эдвардс — продюсер (треки «The Jam Was Moving» и «Backfired»)
- Найл Роджерс — продюсер (треки «The Jam Was Moving» и «Backfired»)
- Сет Джустман[англ.] — продюсер (треки «In Love with Love» и «French Kissin’ in the USA»)
- Джон Бенитес — продюсер (трек «Feel the Spin»)

## Позиции в хит-парадах
Еженедельные хит-парады:
| Хит-парад (1988)                    | Высшая позиция | Пребывание в чарте |
| ----------------------------------- | -------------- | ------------------ |
| Австралия (Australian Albums Chart) | 47             | 1 неделя           |
| Великобритания (UK Albums Chart)    | 50             | 4 недели           |
| США (Billboard Dance Club Songs)    | 46             | 2 недели           |